# Andrés Manuel del Río

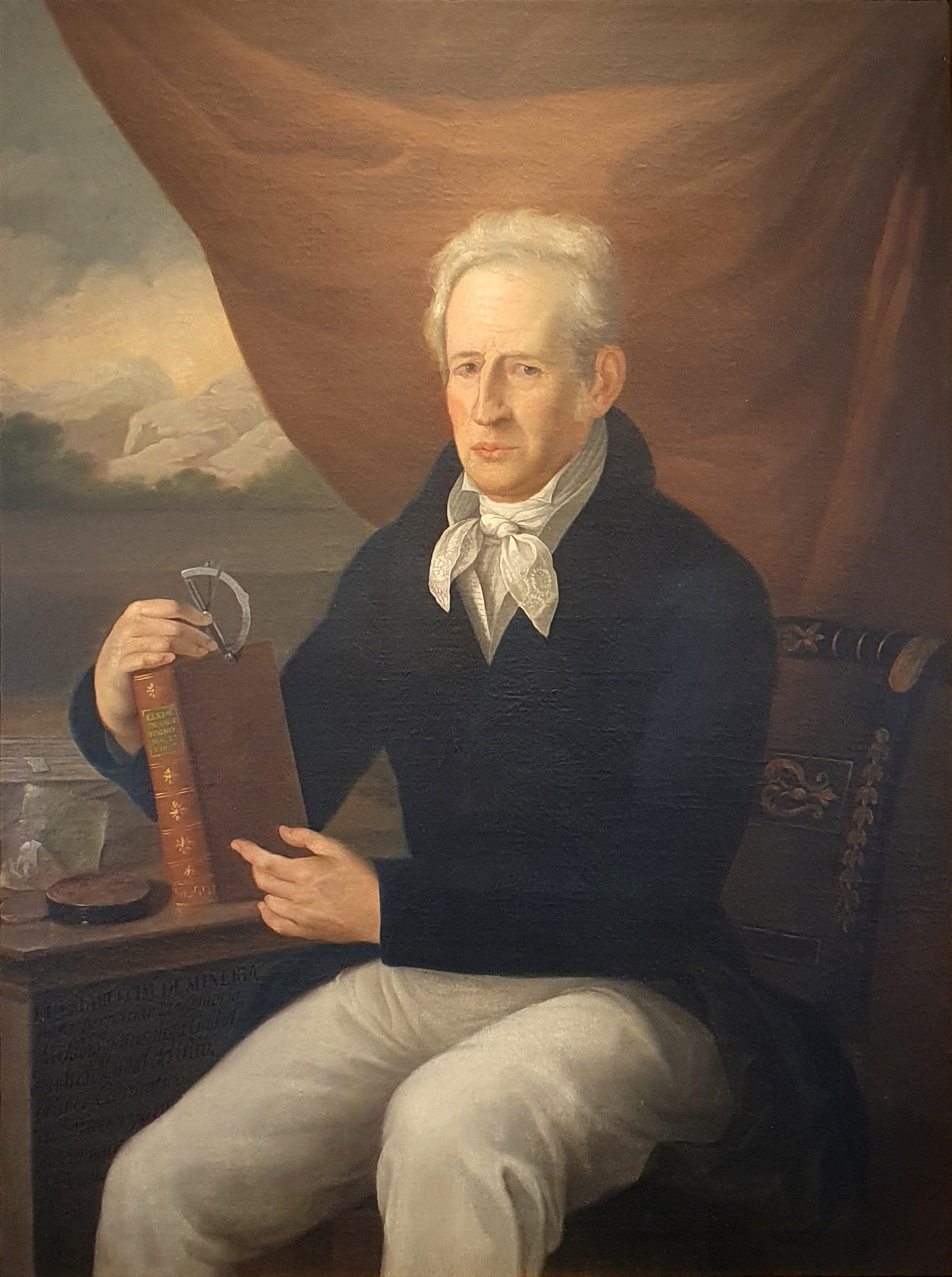
Andrés Manuel del Río (1825)

Andrés Manuel del Río (* 10. November 1764 in Madrid; † 23. März 1849 in Mexiko-Stadt) war ein spanischer Mineraloge und Chemiker. 1801 entdeckte er das Element Vanadium.

## Leben und Wirken

### Ausbildung und Professur
Nach einer klassischen Ausbildung erreichte del Río im Alter von 15 Jahren an der Universität Alcalá in Henares einen Abschluss als Bachelor. Erst zwei Jahre später studierte er im Privatunterricht Physik, spezialisierte sich dann aber auf den Bereich der Mineralogie. Im Juni 1782 erhielt er ein Stipendium der spanischen Krone und studierte fortan Chemie, Geologie, Mineralogie und Ingenieurwissenschaft im Bereich Minenbau an der Königlichen Akademie für Minenbau in Almadén. Ab 1783 wurde del Río ans Pariser Collège de France geschickt, wo er sein Studium bei Jean Pierre Joseph d’Arcet (1777–1844) fortsetzte. 1789 ging er nach Freiberg in Sachsen und traf dort unter den Fittichen des Direktors Abraham Gottlob Werner (1719–1781) auch auf Alexander von Humboldt (1769–1859), mit dem er sich anfreundete. Beide graduierten in Freiberg; del Río ging zunächst ins österreich-ungarische Schemnitz und über England 1791 zurück nach Paris. Dort wurde er bis 1793 Assistent von Lavoisier (1743–1794). Nach dessen Verhaftung floh del Río nach England und erhielt im Exil 1794 den Ruf einer Professur für Mineralogie an der Universidad Nacional Autónoma de México in Mexiko-Stadt.
Im Jahr 1820 wird del Río als Abgeordneter der spanischen Cortes Generales aufgelistet. Er war von seiner politischen Überzeugung ein Liberaler, der für die Unabhängigkeit von Neu-Spanien, Virreinato de Nueva España (Vizekönigreich Neuspanien) Eintritt. Er war in Madrid, als Mexiko 1821 seine endgültigen Unabhängigkeit erlangte. Man forderte ihn auf, in Spanien zu bleiben; er zog es aber vor, wieder in seine neue Heimat nach Mexiko zurückzukehren. Dort heiratete er eine mexikanische Bürgerin.
Andrés Manuel del Río gelang eine lange und erfolgreiche akademische Karriere. Auch politisch hinterlässt seine Arbeit und seine Ziele einer liberalen Politik Spuren. Er war einer der Gründer des Palacio de Minería und bildete die Grundlage der aktuellen Institution für Geologie der Nationalen Autonomen Universität von Mexiko, Universidad Nacional Autónoma de México. Er war u. a. Mitglied der Königlichen Akademie der Wissenschaften (Real Academia de Ciencias) in Madrid, der Wernerian Natural History Society von Edinburgh, der Akademie der Wissenschaften, Académie des sciences Frankreichs. Später war er Präsident der Geological Society of Philadelphia und der New York Academy of Sciences.
Mit Ausnahme eines vierjährigen Aufenthalts in den USA (1829–1833) verließ Andrés Manuel del Río Mexiko bis zu seinem Tod im Jahre 1849 nicht mehr.
Sein umfangreiches wissenschaftliches Werk umfasst die Entdeckung und Beschreibung der verschiedenen Mineralien, sowie innovative Methoden zur Gewinnung von Erzen im Bergbau und für Mexiko.

### Entdeckung des Vanadiums
Del Río wurden im Jahre 1801 Proben von der Mine Purísima del Cardenal in Zimapán im Bundesstaat Hidalgo zur Analyse gesandt. Bei den Untersuchungen des Bleierzes, plomo pardo kam del Río zu dem Schluss, dass er ein neues metallisches Element gefunden habe. Das Vanadinit (Bleivanadat), eine Verbindung eines neuen Elementes, dessen Chemie keinem anderen, ihm bekannten Element glich.
Bei verschiedenen Umsetzungen erhielt er Verbindungen verschiedener Farben. Folgerichtig nannte Del Río das neue Element in seinen ersten Veröffentlichungen 1802 zuerst Panchromium (pancromo, alle Farben). Später änderte er dies zu Erythronium (eritrono, rot), aufgrund der leuchtend roten Alkalisalze des Elements.
Im folgenden Jahr 1803 erreichte sein Freund Friedrich Heinrich Alexander von Humboldt (1769–1859) Mexiko-Stadt. Dieser war skeptisch, was das angeblich neuentdeckte Element betraf und vermutete, dass del Río lediglich auf das schon 1797 gefundene Chrom gestoßen sei. Humboldt nahm bei seiner Rückfahrt nach Europa 1804 Proben der Erze mit und ließ sie in Paris von Hyppolyte-Victor Collet-Descotils (1773–1815) untersuchen. Collet-Descotils Analysen ergaben fälschlicherweise, dass die Proben nur Chrom enthielten.
Alexander von Humboldt fand sich in seiner (irrigen) Meinung bestätigt und lehnte del Ríos ursprüngliche Behauptung der Entdeckung eines neuen Elements ab. Es handele sich lediglich um Bleierz mit Chromverunreinigungen. Übrigens übernahm del Río selbst diese Position und schloss, dass bei der Analyse des Erzes ein Fehler aufgetreten sei.
1830 gelang dem schwedischen Chemiker Nils Gabriel Sefström (1787–1845) die Wiederentdeckung des Vanadiums. Kurz darauf bewies Friedrich Wöhler (1800–1882), dass es sich bei Vanadium und Erythronium um identische Elemente handelt. Del Río konnte Humboldt nie verzeihen, dass er seine Entdeckung nicht unterstützt und damit die Entdeckung des neuen Metalls um 40 Jahre verzögert hatte.

## Werke
- Elementos de Orictognesia o del conocimiento de los fósiles, prepared for use in the Real Seminario de Mineria de México. 1795.
- Analyse des deux nouvelles espèces minérales composées de séléniure de zinc et de sulfure de mercure. In: Annales des Mines, 5, Paris 1829.
- Découverte de l’iodure de mercure au Mexique. In: Annales des Mines, 5, Paris 1829.
- Elementos de Orictognesia, o del conocimiento de los fósiles según el sistema de Bercelio; y según los principios de Abraham Góttlob Wérner, con la sinonimia inglesa, alemana y francesa, para uso del Seminario Nacional de Minería de México. Philadelphia 1832.